# 韩星臣
韩星臣（1939年2月—），江苏阜宁人，中华人民共和国政治人物，南京大学原党委书记，教育部直属高校巡视组组长，中共十四大、十五大、十六大代表。